# Finanskrisen på Island 2008

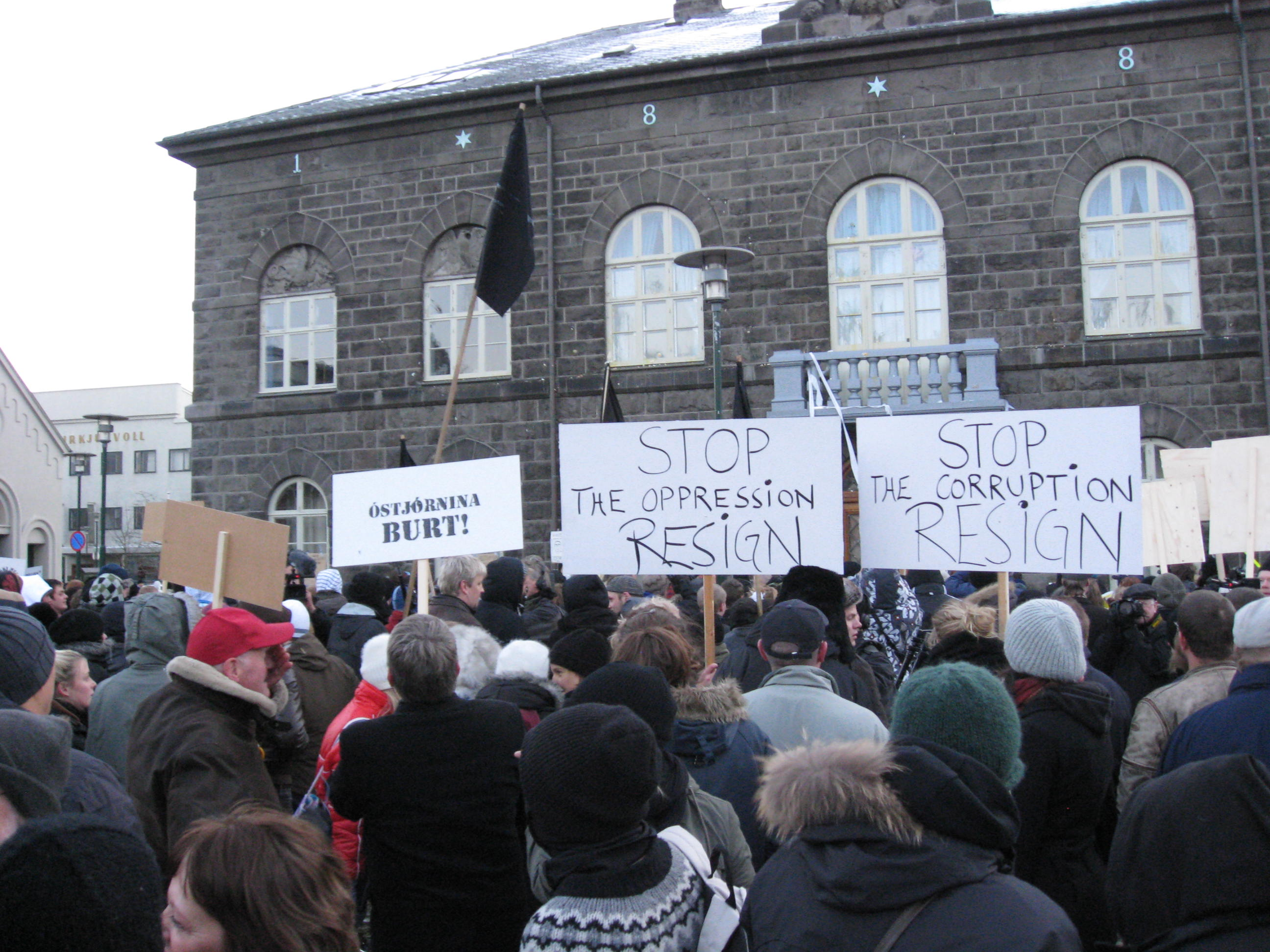
Det uppstod stora folkliga protester på torget Austurvöllur; intill parlamentsbyggnaden Alltinget i november 2008, på grund av finanskrisen. En del av demonstranterna hade svarta flaggor, medan andra hade plakat med budskap på engelska.

Finanskrisen på Island 2008 var en djup ekonomisk och politisk kris på Island som involverade kollapsen av landets alla tre kommersiella banker och en uttagsanstormning i Storbritannien. I förhållande till landets ekonomi var kollapsen den största som någonsin drabbat ett land.
De tre bankerna Glitnir, Landsbanki Íslands och Kaupthing Bank kom under statlig kontroll efter svårigheter att finansiera kortsiktiga skulder. Landsbanki drev i Storbritannien och Nederländerna internetbanken Icesave som erbjöd sparkonton. Rykten att de isländska bankerna snart skulle kollapsa ledde till en uttagsanstormning hos Icesave. Efter att Landsbanki och Icesave kollapsat erbjöd Storbritannien och Nederländerna kompensation till sina medborgare som hade besparingar på banken. De bägge länderna ställde även krav på Island att de skulle göra detsamma, något som ej skedde, och Island har senare friats från betalningsansvar av EFTA-domstolen.

## Utredning om bedrägeri
I april 2009 hyrde Islands statsåklagare in Eva Joly, den norsk-franska utredare som ledde Europas största bedrägeri- och korruptionsutredning någonsin, den om oljegruppen Elf Aquitaine. Uppgiften hon fick var att utreda om brott begåtts under den period som föregick kollapsen av de isländska bankerna. Joly uppgav att det skulle ta minst två till tre år för att bygga upp tillräckliga bevis för ett åtal.